# ديفيد كاشمان
ديفيد كاشمان (بالإنجليزية: David Cushman)‏ هو عالم كيمياء حيوية وكيميائي أمريكي، ولد في 15 نوفمبر 1939، وتوفي في 14 أغسطس 2000.